# Вайнрауб, Мунио
Мунио Вайнрауб (Мунио Гитай-Вейнрауб; 1909—1970) — израильский архитектор. Один из приверженцев баухауса, оставивший богатое наследие в Хайфе и других местах на севере Израиля. Его карьера продлилась 36 лет.

## Биография
Родился в Галиции в городе Шумляны в Силезии; рос в Бельско-Бяла.
После Первой Мировой войны вступил в движение Ха-шомер ха-цаир, сочетавшее сионистскую идеологию и социализм.
В 1927 году, в 18 лет, он попытался поступить в школу Баухаус в Бадассау, но ему порекомендовали сначала поступить в Школу искусств Тишлершуле в Берлине, где он изучал рисунок, перспективу и традиционный дизайн мебели, и приобрел глубокое понимание работы с деревом и столярного дела. В 1930 году он снова подал заявление в Баухаус и начал учёбу. Стремление Вайнрауба учиться в Баухаусе соответствовало его активизму в организации Ха-шомер ха-цаир, членом которой он был. В те годы баухаус был очевидным выборм для студентов-идеалистов с левыми тенденциями, таких как Вайнрауб. Его взяли на работу в кабинет тогдашнего директора школы Людвига Мисс ван дер Роэ. Основной задачей Вайнрауба было руководство монтажом ряда работ на проходившей в городе немецкой строительной выставке 1931 года.
В 1933 году был арестован, избит и заключен в тюрьму нацистами. Смог найти убежище в Швейцарии.
В 1933 году он иммигрировал в Израиль. В 1934 году он поселился в Хайфе, которая стала муниципальной базой еврейского рабочего движения и имела тесные связи с кибуцами Хашомер Хацаир. Вайнрауб принимал участие в планированла и проектировании шестнадцати поселений, созданных движением.

Между 1937 и 1959 годами началось сотрудничество между  архитекторами Аль Мансфельдом, Монио Вайнраубом и Al Mansfeld Architects. Основной деятельностью фирмы было обслуживание местных учреждений рабочего движения, а также планирование школ, культурных зданий, фабрик, жилых домов для рабочих, кибуцев, частных домов, офисных зданий и промышленных объектов. Отличительные особенности их совместного творчества проявляются в снижении статуса ортогональных композиционных моделей и предпочтении прагматичных решений. В 1949 году Вайнрауб был избран главой архитектурного отдела департамента планирования Министерства труда и строительства, возглавляемого Арье Шароном. В качестве главы департамента он участвовал в разработке первоначальной политики планирования Государства Израиль.
В 1951 году товарищество Вайнреба принесло Мансфельду первую премию на конкурсе на проектирование правительственного комплекса в Иерусалиме. Кроме того, в 1950-х годах фирма выиграла ещё множество национальных конкурсов. Вайнрауб и Мансфельд начали преподавать на архитектурном факультете Техниона в 1950-х годах. Их академическая роль в сочетании с задачей непрерывного архитектурного творчества повлияла на их развивающиеся теоретические концепции, и сотрудничество между ними подошло к концу в конце 1959 года.
Одним из его последних проектов стал проект водонапорной башни Гил-Ам (реабилитационное учреждение для несовершеннолетних правонарушителей в Шфараме).

Имел жену и двух детей, Гидеона и Амоса. Последний стал известным кинематографистом.

## Проекты
Среди прочего, Вайнрауб принимал участие в первоначальном планировании кампуса Еврейского университета в Гиват-Раме и мемориала Яд Вашем в Иерусалиме. Он пытался интегрировать идеи, которые он унаследовал от своих учителей в школе Баухауса, и ценности социального планирования Ганса Мейера и тщательно продуманного строительного искусства Людвига Миса ван дер Роэ. Его работы спроектированы с глубокой социальной чувствительностью и характеризуются минималистской геометрией, простым и скромным присутствием, эффективным функциональным дизайном и организацией делового пространства. Вдохновленный своим учителем Мисом ван дер Роэ, Вайнрауб решил отказаться от «проблем формы», чтобы посвятить себя «проблемам строительства» и сосредоточиться на самом процессе строительства, обращении с материалом и внимании к архитектуре.

## Память
В 2014 его именем назван музей в Хайфе (Музей архитектуры Мунио Гитая-Вейнрауба).
В 2013 году вышел фильм его сына, режиссёра Амоса Гитая, «A Lullaby for My Father», посвященный отцу.